# Selección de rugby de Senegal
La selección de Rugby de Senegal es el equipo representativo de la Fédération Sénégalaise de Rugby (FSR). Desde el 2003 compite en torneos africanos, teniendo mejores resultados en los últimos años que ha ido subiendo de división.
Participa de las eliminatorias para la Copa del Mundo, desde el 2005 para la edición de Francia 2007. Aún no ha clasificado a un mundial.

## Palmarés
- Africa Cup 1B (1): 2016[3]
- Africa Cup 1C (1): 2011[4]
- CAR Trophy Norte (1): 2010[5]

## Participación en copas
| - Nueva Zelanda 1987: No invitado - Inglaterra 1991: No entró - Sudáfrica 1995: No entró - Gales 1999: No entró - Australia 2003: No entró - Francia 2007: No clasificó - Nueva Zelanda 2011: No clasificó - Inglaterra 2015: No clasificó - Japón 2019: No clasificó - Francia 2023: No clasificó - CAR Trophy 2003: 5º puesto - CAR Trophy 2004: 2º Norte A - CAR Trophy 2005: no participó - CAR Trophy 2009: ? - CAR Trophy 2010: Campeón - Tour a Costa de Marfil 2015: ganó (0 - 1) | - Africa Cup 2006: 2º en el grupo - Africa Cup 2007: 3º en el grupo - Africa Cup 2008-09: 2º en el grupo - Africa Cup 2010: 3º en el grupo - Rugby Africa Cup 2021-22: 7° puesto - Rugby Africa Cup 2024: 6° puesto - Rugby Africa Cup 2025: 5° puesto - Africa Cup 1C 2011 Campeón - Africa Cup 1B 2012 3º puesto - Africa Cup 1B 2013 3º puesto - Africa Cup 1B 2014 3º puesto - Africa Cup 1B 2015 3º puesto - Africa Cup 1B 2016 Campeón - Rugby Africa Gold Cup 2017: 6º puesto (último) - Rugby Africa Silver Cup 2018: 3º en el grupo |